# Jbel el Alam
Jbel el Alam (auch Jabal La'lam) ist ein ca. 1200 m hoher Berg im Rifgebirge und ein Pilgerort gleichen Namens in der Region Tanger-Tétouan-Al Hoceïma im Norden von Marokko.

## Lage
Berg und Ort liegen im westlichen Zentrum des Rifgebirges zwischen der Hafenstadt Larache (ca. 100 km südwestlich) und der Stadt Tetouan (ca. 60 km nordöstlich); nächstgrößere Stadt ist das ca. 60 km südöstlich gelegene Chefchaouen. Das westliche Rifgebirge ist mit ca. 700 mm/Jahr die regenreichste Region Marokkos, wobei der meiste Regen in den Wintermonaten fällt.

## Pilgerfahrt(moussem)
In Jbel el Alam liegt der Sufi ʿAbd as-Salām ibn Maschīsch seit dem Jahr 1227/8 begraben. Jedes Jahr Anfang Juli findet auf Initiative der Sufi-Schule der Tariqa Machichia Chadilia zu Ehren des als heilig und wundertätig verehrten Mannes eine bedeutende Pilgerfahrt (moussem) statt, bei der sich ca. 200.000 weiß oder hellblau gekleidete Menschen in dem kleinen Ort einfinden, um zu beten und zu diskutieren.